# Serart
Serart (arménsky Սերարտ) vznikl jako spolupráce mezi folkovým multi-instrumentalistou původem z Arménie jménem Arto Tunçboyacıyan a zpěvákem skupiny System of a down Serjem Tankianem. Album je směsicí experimentálních multikulturních melodií tzv. world music.

## Seznam skladeb
1. Intro
2. Cinema
3. Devil's Wedding
4. Walking Xperiment
5. Black Melon
6. Metal Shock
7. Save the Blonde
8. Love Is the Peace
9. Leave Melody Counting Fear
10. Gee-Tar
11. Claustrophobia
12. Narina
13. Zumba
14. Facing the Plastic
15. If You Can Catch Me
16. I Don't Want to Go Back Empty Handed